# Kraftwerk Steyrdurchbruch
Das Kraftwerk Steyrdurchbruch (Gemeinde Molln) ist ein seit 1908 bestehendes Laufkraftwerk am Steyrfluss. Die Jugendstil-Architektur und die Kraftwerkstechnik vom Anfang des 20. Jahrhunderts sind weitgehend erhalten.

## Geschichte und Technik

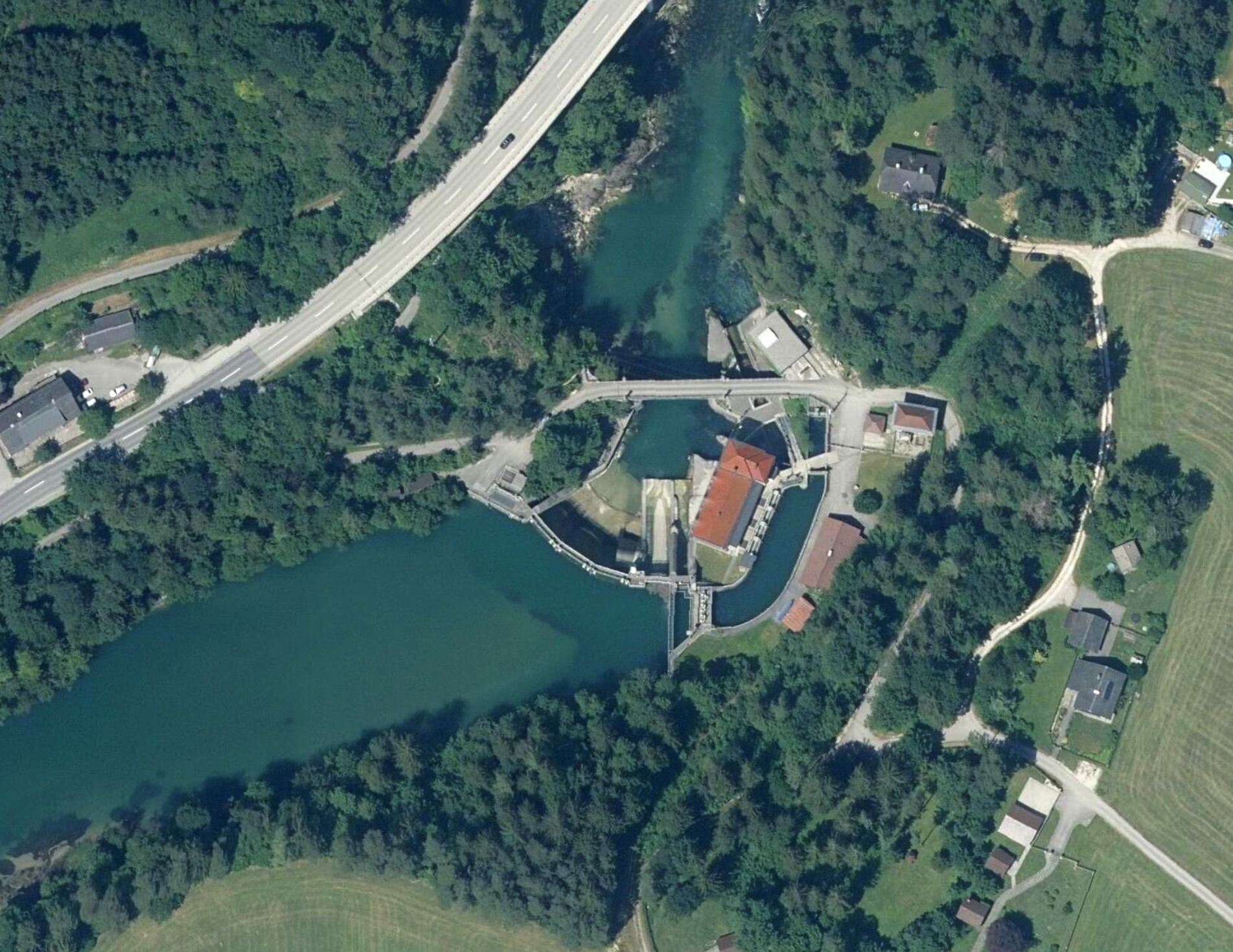
Luftaufnahme mit Stausee und Unterwasser

Die Kirchdorfer Zementwerke Hofmann & Co (aus der die Kirchdorfer Gruppe entstand) ließen die Jugendstilanlage in der Steyrdurchbruch-Schlucht von April 1907 bis November 1908 errichten. Architekt war Mauriz Balzarek, ausführendes Unternehmen A. Buss & Co aus Graz, eine Tochterfirma des Schweizer Unternehmens Albert Buss & Cie. Mit zwei Maschinensätzen zu je 700 kW war das Kraftwerk damals eine der leistungsfähigsten Anlagen. 1922 lieferte es nicht nur Strom für das Kirchdorfer Zementwerk und umliegende Gemeinden, sondern sogar für die Linzer Straßenbahn. In den Jahren 1936 und 1937 verlandete der Stauraum zusehends, was einen Umbau der Wehranlage erforderlich machte. Seit 1972 ergänzt eine Kaplanturbine mit einer Leistung von 1,605 Megawatt in einer Kaverne neben dem alten Krafthaus die drei alten Francisturbinen mit insgesamt 2,430 Megawatt. Seit 1979/80 läuft das Kraftwerk im automatischen Betrieb. Es ist ein oberösterreichisches Industriedenkmal, 2008 erhielt die Energie AG für die Sanierung und Erhaltung den Denkmalpflegepreis des Landes Oberösterreich.
Die Schalttafel und die Generatoren mit sichtbar angebrachten Wicklungen stammen aus dem Jahr 1908 und die drei Francisturbinen aus den Jahren 1908 und 1925. Das Wasser gelangt durch einen Oberwasserkanal zu den Feinrechen und stürzt dann 13,6 Meter auf die Schaufelräder der Turbinen. Der Stausee im engen Flusstal ist rund 1,5 km lang. Da die Steyr zur Zeit der Erbauung noch zur Holztrift diente, ist die 13,6 Meter hohe und 43 Meter lange Wehranlage mit einer Triftrutsche ausgestattet. Diese ist für 6 bis 6,5 Meter langes Rundholz ausgelegt. Das Kraftwerk wird von der Energie AG Oberösterreich betrieben und produziert jährlich 20 Millionen Kilowattstunden an elektrischer Energie. Es versorgt die Gemeinden Molln, Sierning, Kirchdorf und Klaus.

### Historische Bilder

Fundament der Staumauer (1907)
Frühjahr 1908
Sommer 1908

## Architektur
Das Turbinenhaus ist ein zwei- bzw. dreigeschoßiger Bau mit turmartigem Eckbau und einem Walmdach mit glasierten Dachziegeln. Die Fassade wird durch Pilaster gegliedert, unterbrochen von einem über dem Erdgeschoß liegenden groß dimensionierten Gurtgesims, das Obergeschoß schließt ein wellenartig geschwungenes Traufgesims ab. Die Fenster im Erdgeschoß zwischen den Pilastern sind großflächig. Der erhöhte Eckturm trägt in großen Lettern die Aufschrift: „ELEKTRIZITÄTSWERK / STEYRDURCHBRUCH / HOFMANN & COMP“. Die Bogenbrücke über den Steyrfluss ist mit je zwei Jugendstil-Pylonen und einem durchbrochenen Geländer versehen. Die einzelnen Abschnitte der Schwergewichtsmauer der Wehranlage sind über filigrane Laufstege verbunden, diese nehmen an ihrer Unterseite die Bogenform auf und heben sich so von der Wehrmauer ab.
Galerie

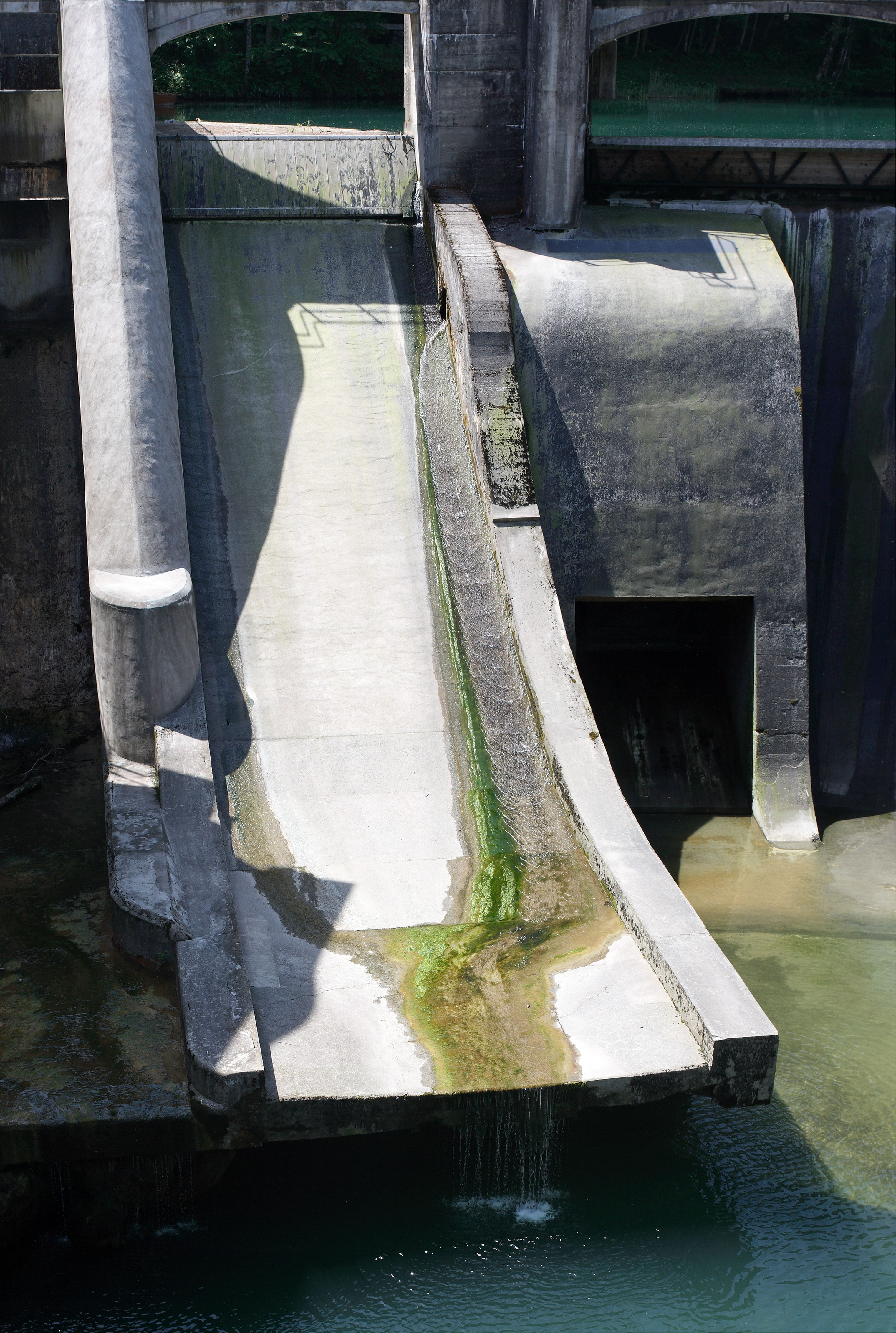
Die Triftrutsche
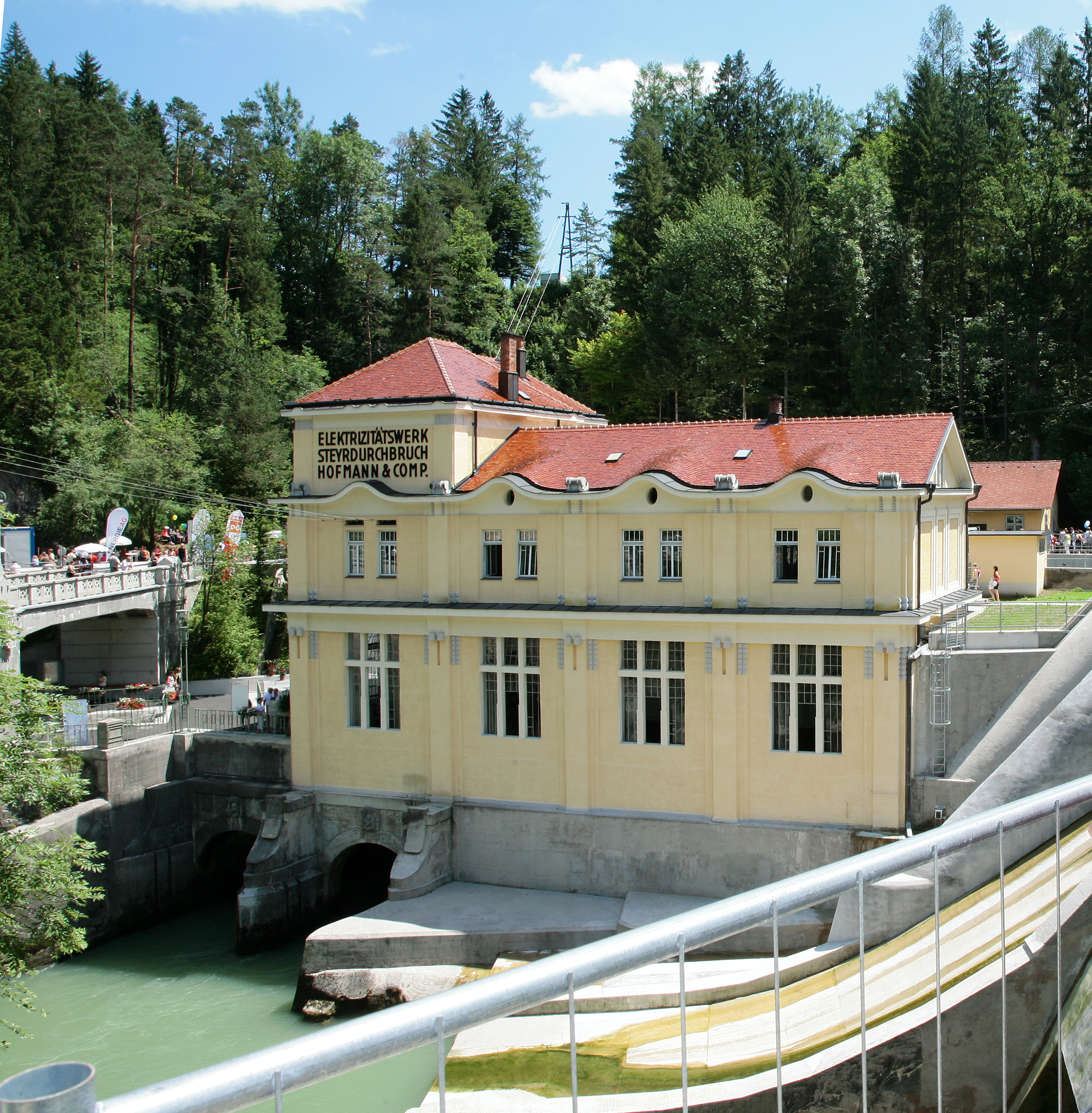
Das Turbinenhaus
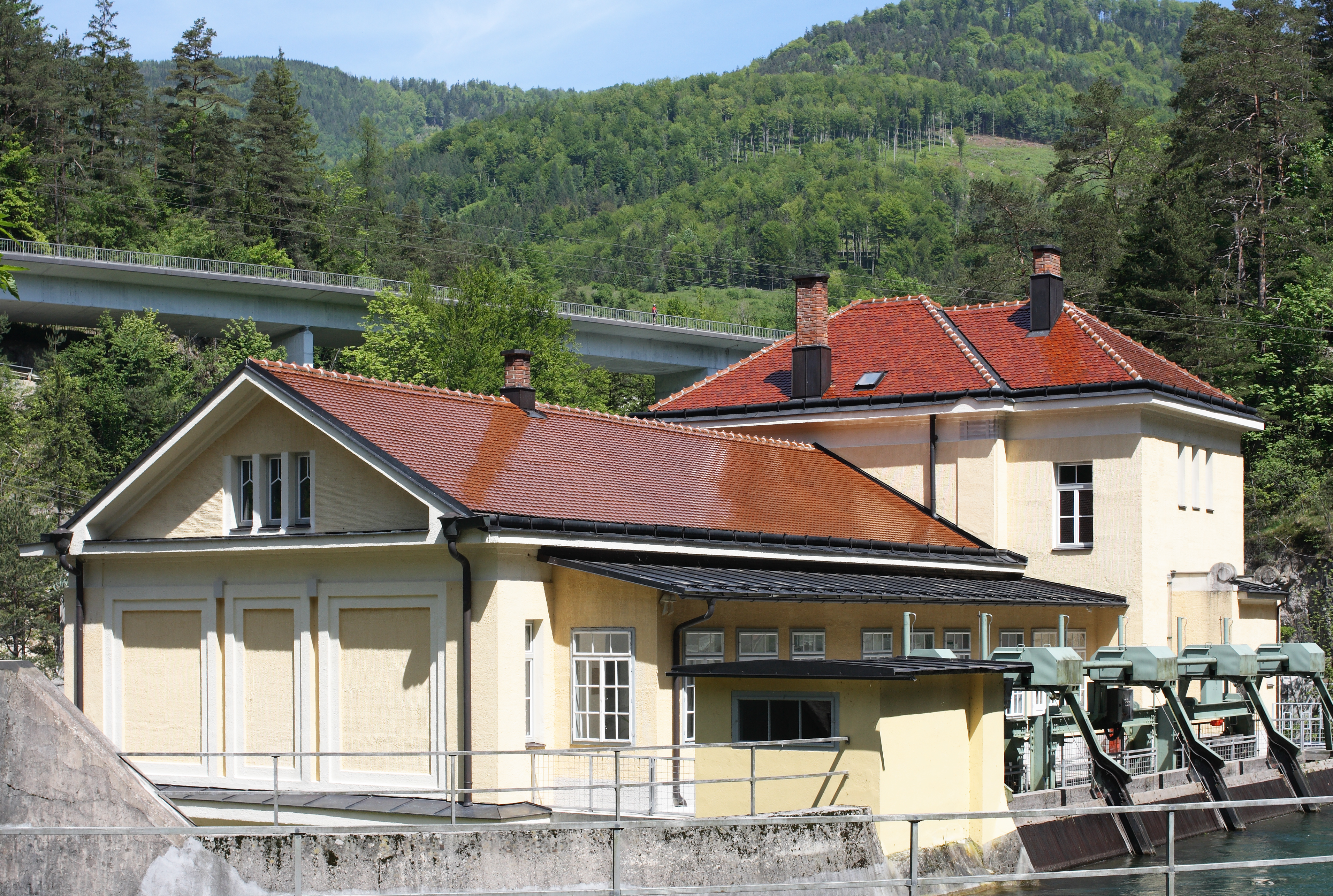
Hintere Ansicht
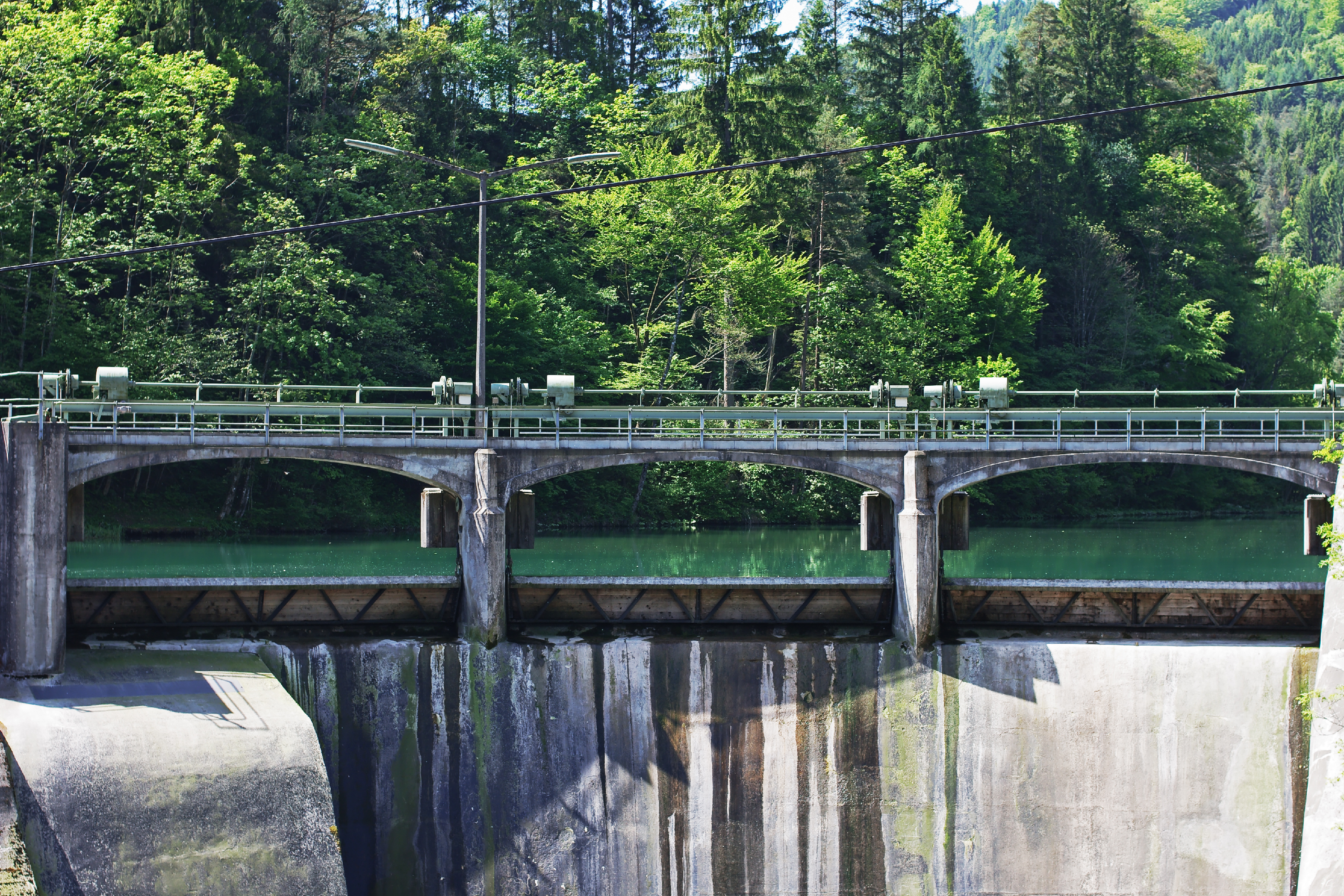
Wehrmauer mit Laufsteg
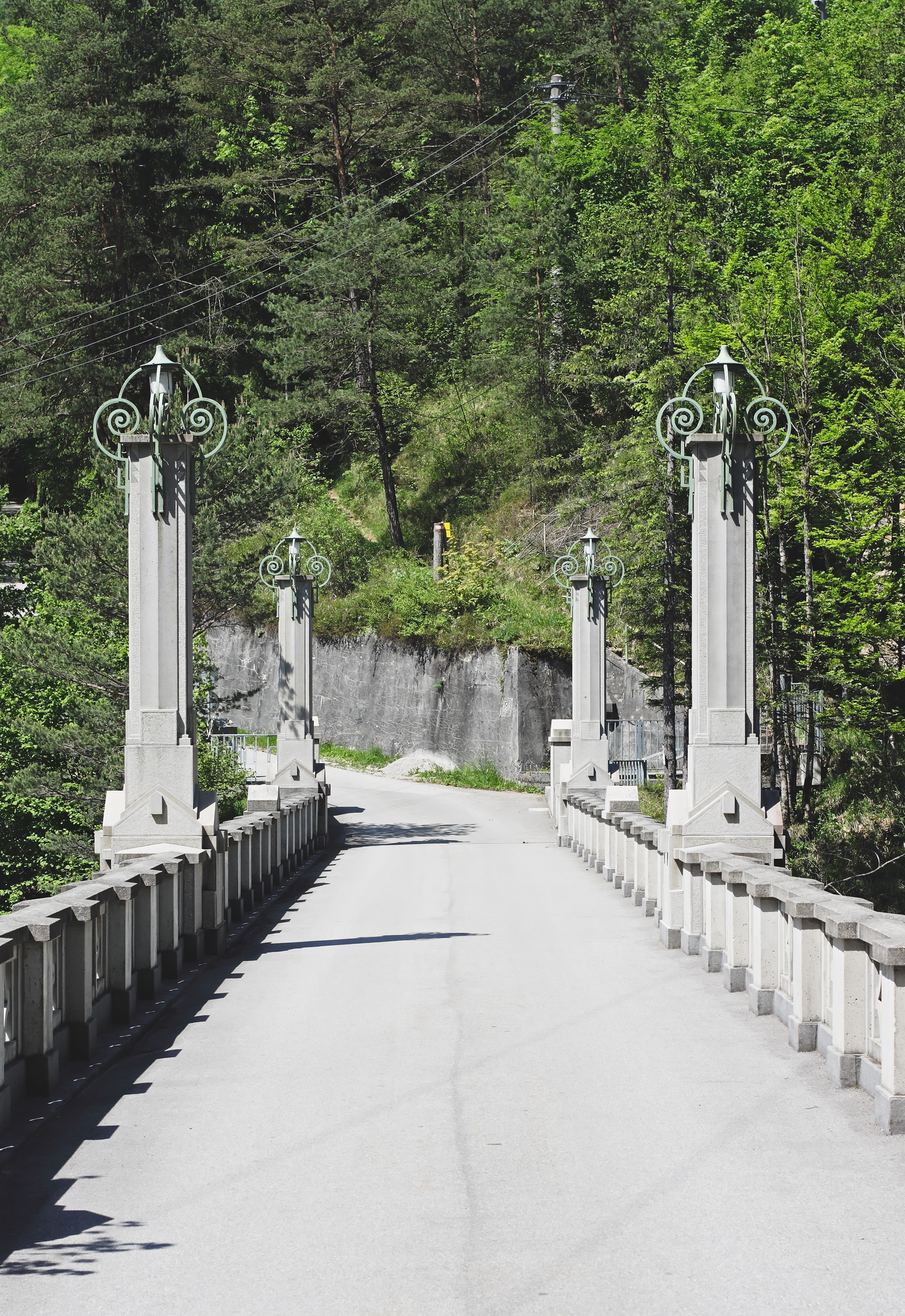
Straßenbrücke mit Laternenpfeilern

## Drehort
Die ORF-Sportredaktion drehte 2016 ein Interview mit Michael Hayböck vor der Kulisse des Kraftwerkes. Dieses Interview wurde in der Vorberichterstattung der Vierschanzentournee gesendet. Die Kraftwerksanlage ist auch einer der Schauplätze des Landkrimis Der Tote im See.